# Bern (bang)
Bang Bern (tiếng Đức: Kanton Bern); tiếng Pháp: Canton de Berne) là bang lớn thứ hai trong số 26 bang Thụy Sĩ bởi diện tích bề mặt cả hai và dân số. Nằm ở phía trung tây Thụy Sĩ, nó giáp với bang Jura và các bang Solothurn ở phía bắc. Phía Tây là bang Neuchâtel, các bang Fribourg và bang Vaud. Ở phía nam là bang Valais. Phía đông của bang Bern là các bang Uri, bang Nidwalden, bang Obwalden, bang Lucerne và bang Aargau.
Bang Bern là bang song ngữ và có một dân số (tính đến ngày 31 tháng 12 năm 2009) là 969.299 người. Vào năm 2007, dân số bao gồm 119.930 (hay 12,45%) người nước ngoài. Thủ phủ bang, cũng là thủ đô liên bang của Thụy Sĩ, là Bern.

## Phân cấp hành chính
Trước ngày 1 tháng 1 năm 2010, bang Bern được phân thành 26 khu hành chính gọi là các quận (tiếng Đức: amtsbezirk, tiếng Pháp: district). Sau ngày 1 tháng 1 năm 2010, các quận cũ được điều chỉnh, phân lại thành 10 khu hành chính mới là các địa hạt (tiếng Đức: Verwaltungskreise, tiếng Pháp: arrondissement administratif): Mười hạt này được hợp thành 5 vùng lãnh thổ (tiếng Đức: Verwaltungsregionen) là Bern-Mittelland (Berne-Mittelland), Berner Jura (Jura Bernois), Emmental-Oberaargau (Emmental-Haute Argovie), Oberland và Seeland. Tuy nhiên các vùng lãnh thổ không mang tính chất như là một đơn vị hành chính mà chỉ mang tính chất đơn vị thống kê.

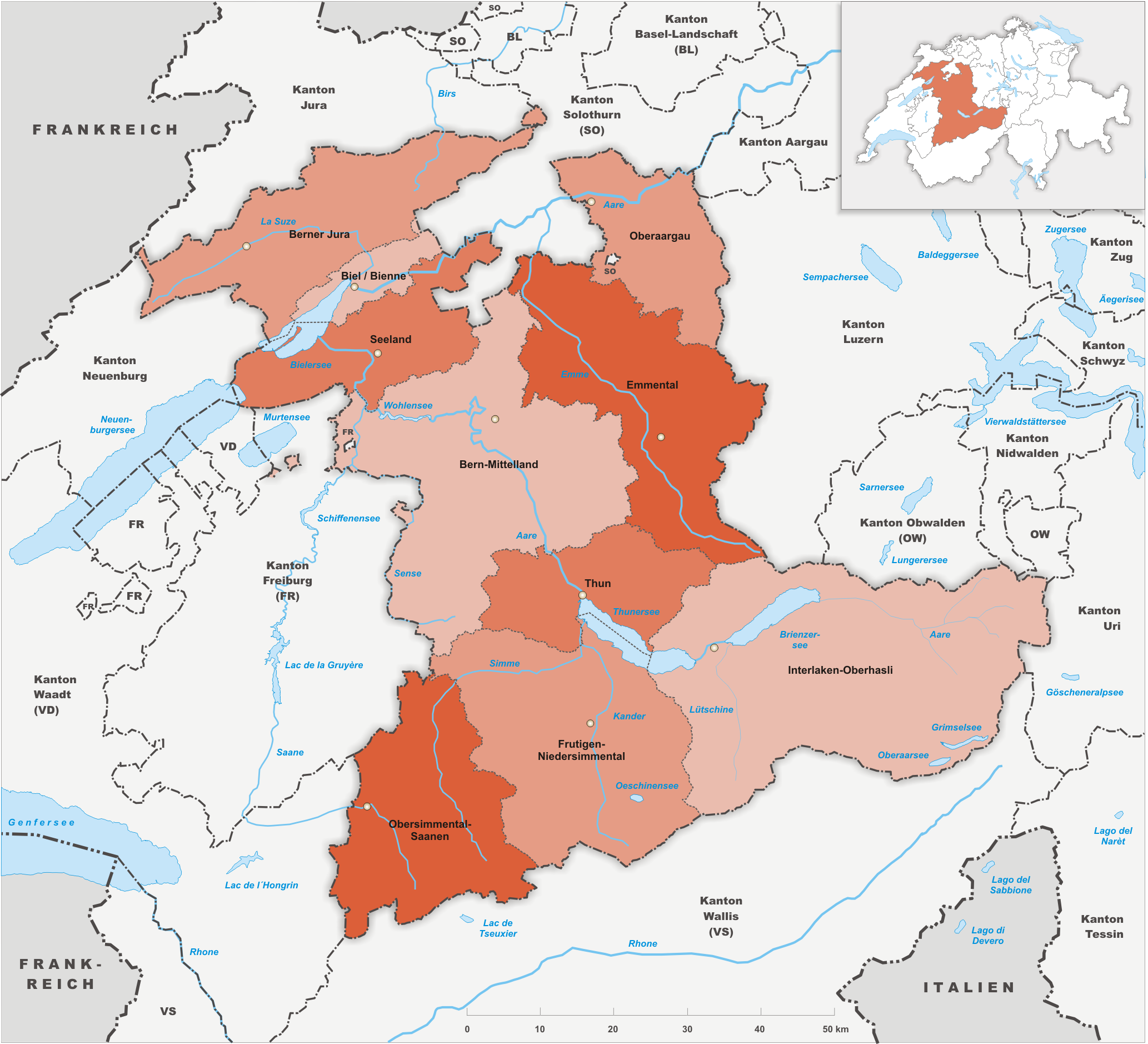
Các địa hạt hành chính của bang Bern

| Địa hạt (Verwaltungskreis)                        | Thủ phủ             | Quận cũ (Amtsbezirk)                                              |
| ------------------------------------------------- | ------------------- | ----------------------------------------------------------------- |
| Bern-Mittelland (Berne-Mittelland)                | Ostermundigen       | Bern, Fraubrunnen, Konolfingen, Laupen, Schwarzenburg và Seftigen |
| Berner Jura (Jura Bernois)                        | Courtelary          | Courtelary, Moutier và La Neuveville                              |
| Biel (Bienne)                                     | Biel                | Biel và một phần Nidau                                            |
| Emmental                                          | Langnau im Emmental | Burgdorf, Signau và Trachselwald                                  |
| Frutigen-Niedersimmental (Frutigen-Bas-Simmental) | Frutigen            | Frutigen và Niedersimmental                                       |
| Interlaken-Oberhasli                              | Interlaken          | Interlaken và Oberhasli                                           |
| Oberaargau (Haute-Argovie)                        | Wangen an der Aare  | Aarwangen và Wangen                                               |
| Obersimmental-Saanen (Haut-Simmental-Gessenay)    | Saanen              | Obersimmental và Saanen                                           |
| Seeland                                           | Aarberg             | Aarberg, Büren, Erlach và Nidau                                   |
| Thun (Thoune)                                     | Thun                | Thun                                                              |